# Mai Musodzi
Elizabeth Maria « Mai » Musodzi Ayema, née vers 1885 et morte en 1952, est une féministe rhodésienne et une travailleuse sociale.

## Biographie
Musodzi Chibhaga , née vers 1885 près de Salisbury (maintenant Harare) dans la partie supérieure de la vallée de Mazowe à Chibhaga et Mazviwana. Sa tante est une cheffe spirituelle shona, Nehanda Nyakasikana. Elle et ses frères et sœurs sont devenus orphelins à la suite des rébellions anti-coloniales de 1896-1897 contre la British South Africa Company. Ils sont allés vivre avec leur oncle à la mission jésuite Chishawasha. Musodzi est baptisée et prénommée Elizabeth Maria en 1907. Elle épouse un sergent de police zambien, Frank Kashimbo Ayema en 1908.
En 1938, elle participe à la fondation du club  la Harare des femmes africaines de Harare. Elle dirige une organisation, qui fournit de l'aide mutuelle, des services et des cours pour les femmes, et  fait pression pour une  maternité dotée de personnels féminins formés par la Croix-Rouge. Elle soutient également les droits des femmes dans ses rôles au sein du Conseil consultatif autochtone et du Comité africain de la Société nationale de bien-être. Elle milite contre l'expulsion et les arrestations arbitraires des femmes, ainsi que contre les examens humiliants sur les infections sexuellement transmissibles. Dans les années 1940, elle forme l'association  Chita chaMaria Hosi yeDenga (L'association de la reine Marie du ciel) avec Berita Charlie y gagne l'appellation Mai (de la Mère).
En avril 1947, elle est promue  membre de l'Ordre de l'Empire britannique et fait partie à ce titre des invités sélectionnés pour un dîner à la Maison du Gouvernement avec Reine Elizabeth (Reine Mère) et la famille royale britannique. Lors de ce dîner royal, elle refuse de s'asseoir à la table réservée aux notables africains.
Elle meurt le 21 juillet 1952. Une salle d'animation culturelle de Mbare est nommée Mai Musodzi Hall en son honneur. En 2008, l'historien Tsuneo Yoshikuni publie un livre qui lui est consacré,Elizabeth Musodzi and the Birth of African Feminism in Early Colonial Africa.